# Fürstenfeld
Fürstenfeld é uma cidade da Áustria, situada no distrito de Hartberg-Fürstenfeld, na estado da Estíria. Tem 50,42 km² de área e sua população em 2019 foi estimada em 8.625 habitantes.